# Акпънар (квартал на Истанбул)
„Акпънар“ (на турски: Akpınar) е квартал на Истанбул, разположен в градска околия Еюпсултан. Общата му площ е 27,5 км2. Според данни на Адресната система за регистриране на населението (ABPRS) към 2024 г. населението на „Акпънар“ е 1094 жители.